# Комендантский аэродром (муниципальный округ)
Коменда́нтский аэродро́м — муниципальный округ в составе Приморского района Санкт-Петербурга. Назван по входящему в него историческому району Комендантское поле или Комендантский аэродром.

## Граница округа

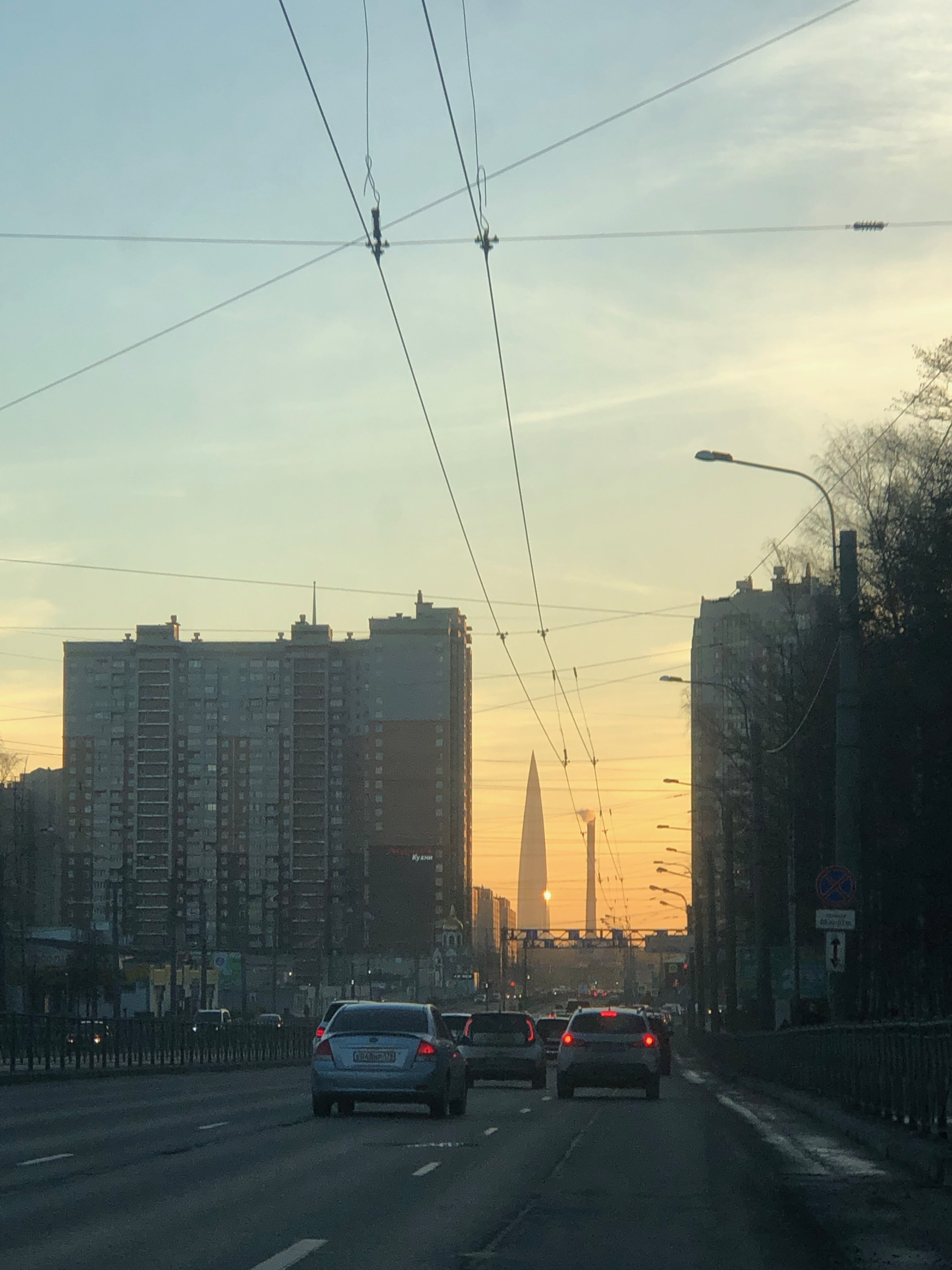
Проспект Испытателей

Граничит на западе с МО Озеро Долгое, на юге — с МО Чёрная речка, на севере — с МО Коломяги Приморского района, на востоке — с Выборгским районом Санкт-Петербурга.

## Население
| 2002    | 2010    | 2012    | 2013    | 2014    | 2015    | 2016    |
| ------- | ------- | ------- | ------- | ------- | ------- | ------- |
| 71 968  | ↗84 052 | ↗85 541 | ↗85 833 | ↗87 355 | ↗88 406 | ↗88 974 |
| 2017    | 2018    | 2019    | 2020    | 2021    | 2023    | 2025    |
| ↗89 440 | ↗90 658 | ↗90 734 | ↗91 050 | ↗93 852 | ↗94 158 | ↗95 484 |